# Большеглазая шестижаберная акула
Большеглазая шестижаберная акула (Hexanchus nakamurai) — малоизученный глубоководный вид рода шестижаберных акул (Hexanchus) семейства многожаберных акул. Максимальная зафиксированная длина составляет 1,8 м. Обитает в тёплых умеренных и тропических водах. Это донный и мезопелагический вид. Не являются объектом коммерческого промысла. 

## Таксономия
Особи данного вида, пойманные у берегов Тайваня были описаны в 1936 году как Hexanchus griseus. В 1962 году Тенг описал новый тайваньский подвид Hexanchus griseus nakamurai на базе двух особей, пойманных у  берегов Цзилуна. Голотипом был признан неполовозрелый самец длиной 75 см, а паратипом — самка длиной 97 см. Кроме того, он подметил различия между типичным Hexanchus griseus и Hexanchus griseus nakamurai. В 1969 году Спрингер и Уоллер описали новый вид Hexanchus vitulus, на основании экземпляра, пойманного в северной Атлантике, не осознавая, что тот же вид был описан в докторской диссертации Тенга. Некоторое время велись споры относительно того, можно ли считать описание Тенга официальной публикацией. В 1990 году Эберт провёл детальный систематический обзор вида Hexanchus nakamurai и заново его описал. Сравнив образец, хранящийся в Национальном Музее Естественной Истории США с тайваньским образцом, он пришёл к заключению, что они принадлежат к одному виду и признал научным названием Hexanchus nakamurai, а Hexanchus vitulus его младшим синонимом. 

## Ареал
Широко, но неравномерно распространённый в тропических и умеренных водах вид. В северо-западной Атлантике встречается у Багамских островов, Никарагуа, Коста-Рики и на северном побережье Кубы. В восточной Атлантике в Гибралтарском проливе и, вероятно, у берегов Кот-д’Ивуар и Нигерии. Изредка этих большеглазых шестижаберных акул ловят в Средиземном море. В Индийском океане эти акулы обитают у берегов ЮАР, Мадагаскара, группы островов Альдабра и Кении. В западной части Тихого океана встречаются у побережья Японии (Кочи, острова Огасавара и Окинава), Тайваня, Филиппин (Лузон), Австралии (Квинсленд), Новой Каледонии и Таити. Эти акулы держатся на континентальном и островном шельфе, а также на материковом склоне на глубине от 90 до 600 м, обычно у дна, однако в тропиках ночью они иногда поднимаются на поверхность воды. 

## Описание
У большеглазых шестижаберных акул стройное веретенообразное тело и узкая голова с заострённой мордой. Имеются 6 пар длинных жаберных щелей. Глаза очень крупные, зрачки флюоресцируют сине-зелёным светом. Широкий рот закруглён в виде арки. Во рту по обе стороны от симфиза имеются по 5 рядов зубов на нижней и по 9 рядов на верхней челюстях. Нижние зубы широкие, имеют форму гребёнки, верхние оканчиваются центральным остриём, каудальный край покрыт зазубринами. Небольшой спинной плавник сдвинут к хвосту. Шип у основания отсутствует. Анальный плавник меньше спинного. Грудные плавники среднего размера, каудальный край слегка вогнут. У края верхней лопасти хвостового плавника имеется вентральная выемка. Верхняя лопасть хвостового плавника длинная, нижняя лопасть довольно хорошо развита. Хвостовой стебель длинный и тонкий. Большеглазая шестижаберная акула достигает длины 1,8 м. Средняя длина 1,7 м, а вес 20 кг. Окраска тёмного серо-коричневого цвета, брюхо беловатое. У молодых акул кончик спинного плавника имеет чёрную окантовку. 

## Биология
О жизни большеглазых шестижаберных акул известно мало. Вероятно, их рацион состоит из небольших костистых рыб и донных беспозвоночных. В желудке одной акулы был найден небольшой тунец, что даёт основание предположить возможность охоты на поверхности. Потенциально большеглазые шестижаберные акулы могут стать добычей крупных акул. 
Большеглазые шестижаберные акулы размножаются яйцеживорождением. В помёте от 13 до 26 новорожденных длиной 40—45 см. Самцы и самки достигают половой зрелости при длине 123—157 см и 142—178 см соответственно.

## Взаимодействие с человеком
Вид считается безопасным для человека. Не имеет коммерческого значения. Иногда в качестве прилова попадает в ярусы и тралы. Данных для оценки статуса сохранности вида недостаточно.